# Hayat Lambarki
Hayat Lambarki (née le 18 mai 1988 à Safi) est une athlète marocaine spécialiste du 400 mètres haies.

## Palmarès
| Date | Compétition                    | Lieu         | Résultat | Épreuve     | Temps         |
| ---- | ------------------------------ | ------------ | -------- | ----------- | ------------- |
| 2007 | Championnats d'Afrique juniors | Ouagadougou  | 2e       | 400 m haies | 59 s 10       |
| 2009 | Jeux de la Francophonie        | Beyrouth     | 1re      | 400 m haies | 58 s 40       |
| 2009 | Jeux méditerranéens            | Pescara      | 5e       | 400 m haies | 57 s 75       |
| 2009 | Championnats panarabes         | Damas        | 1re      | 400 m haies | 57 s 27       |
| 2010 | Championnats d'Afrique         | Nairobi      | 1re      | 400 m haies | 55 s 96       |
| 2010 | Coupe continentale             | Split        | 7e       | 400 m haies | 59 s 03       |
| 2011 | Championnats panarabes         | Al-Aïn       | 1re      | 400 m haies | 58 s 11       |
| 2011 | Jeux panarabes                 | Doha         | 1re      | 400 m haies | 56 s 72       |
| 2011 | Jeux panarabes                 | Doha         | 1re      | 4 x 100 m   | 46 s 16       |
| 2011 | Jeux panarabes                 | Doha         | 1re      | 4 x 400 m   | 3 min 38 s 64 |
| 2012 | Championnats d'Afrique         | Porto-Novo   | 2e       | 400 m haies | 55 s 41       |
| 2013 | Championnats panarabes         | Doha         | 1re      | 400 m haies | 57 s 59       |
| 2013 | Championnats panarabes         | Doha         | 1re      | 4 x 100 m   | 46 s 59       |
| 2013 | Championnats panarabes         | Doha         | 1re      | 4 x 400 m   | 3 min 42 s 10 |
| 2013 | Jeux méditerranéens            | Mersin       | 1re      | 400 m haies | 55 s 27       |
| 2013 | Jeux de la Francophonie        | Nice         | 1re      | 400 m haies | 57 s 22       |
| 2014 | Championnats d'Afrique         | Marrakech    | 4e       | 400 m haies | 55 s 93       |
| 2015 | Championnats panarabes         | Madinat 'Isa | 3e       | 400 m haies | 59 s 33       |

## Records
| Épreuve          | Performance | Lieu   | Date         |
| ---------------- | ----------- | ------ | ------------ |
| 400 mètres haies | 55 s 27     | Mersin | 27 juin 2013 |